# Cécile Fakhoury
Pour les articles homonymes, voir Fakhoury.
Cécile Fakhoury est une galeriste franco-ivoirienne, installée en Côte d’Ivoire, œuvrant à la promotion de l’art contemporain africain. Elle est la fondatrice de la galerie Cécile Fakhoury, installée à Abidjan, Dakar et Paris.

## Biographie

### Les débuts dans l'art
Fille de galeristes parisiens et belle-fille de l’architecte ivoiro-libanais Pierre Fakhoury , Cécile Fakhoury a grandi dans un quotidien baigné d’art. Très jeune, elle passe beaucoup de temps dans la galerie de ses parents et les accompagne dans les musées, les ateliers… Mais en grandissant, Cecile Fakhoury se sent plus attirée par l’art contemporain contrairement à l’Art Moderne que présentent ses parents. A quinze ans, elle commence à visiter toute seule des expositions d’art contemporain, puis à trouver des stages dans des galeries ou des salles de ventes, notamment chez David Zwirner à New York, Chantal Crousel ou Sotheby’s à Paris. Installée plus tard à Abidjan pour des raisons personnelles, Cecile Fakhoury décide d’y ouvrir en 2012 une première galerie d’art contemporain portant son nom,. En 2018, elle inaugure un nouvel espace à Dakar au Sénégal et un showroom à Paris en France. Puis en 2021, une galerie d'art à Paris à l’angle de l’avenue Matignon et de la rue du Faubourg-Saint-Honoré,.

### Formation et vie privée
Cécile Fakhoury est titulaire d’un Master en économie et études d’histoire de l’art, puis d’un 3ème cycle en commerce de l’art contemporain à l’Institut d’études supérieures des arts (IESA) à Paris. Elle est mariée et mère de deux enfants.